# 札幌白石郵便局
札幌白石郵便局（さっぽろしろいしゆうびんきょく）は北海道札幌市白石区にある郵便局。民営化前の分類では集配普通郵便局であった。

## 概要
住所：〒003-8799 北海道札幌市白石区平和通7丁目南4-1

## 沿革
- 1979年（昭和54年）10月1日 - 札幌白石郵便局として[1]、白石区平和通7丁目に開局[2]。
- 1981年（昭和56年）2月9日 - 風景入通信日付印の使用を開始。
- 1983年（昭和58年）6月1日 - 北都簡易郵便局の廃止に伴い、取扱事務を承継。
- 1998年（平成10年）9月1日 - 外国通貨の両替および旅行小切手の売買に関する業務取扱を開始。
- 2007年（平成19年）10月1日 - 民営化に伴い、併設された郵便事業札幌白石支店に一部業務を移管。
- 2012年（平成24年）10月1日 - 日本郵便株式会社の発足に伴い、郵便事業札幌白石支店を札幌白石郵便局に統合。
- 2017年（平成29年）4月1日 - ゆうゆう窓口の24時間営業を廃止。

## 取扱内容
- 郵便、印紙、ゆうパック、チルドゆうパック、内容証明
- 貯金、為替、振替、振込、国際送金、外貨両替、国債、投資信託
- 生命保険、バイク自賠責保険、自動車保険、がん保険、引受条件緩和型医療保険、変額年金保険
- 地方公共団体事務（札幌市敬老優待乗車証の交付、札幌市家庭用指定袋の交付）
- ゆうちょ銀行ATM
- 札幌市白石区内の集配業務
- ゆうゆう窓口

## 周辺施設
- 札幌市立柏丘中学校
- 札幌市立本通小学校

## アクセス
- JR函館本線・千歳線 白石駅から南東へ、もしくは札幌市営地下鉄東西線 南郷7丁目駅から北東へそれぞれ約1.1km（徒歩約13分）
- 北海道中央バス（白石営業所） 平和通8丁目停留所下車
- 道央自動車道 北郷ICから南へ、大谷地ICから北西へそれぞれ約2km
- 駐車場あり：22台